# ایویو

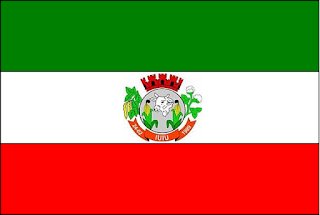
پرچم منطقه ایویو

ایویو (به پرتغالی: Iuiú) یک منطقهٔ مسکونی در برزیل است که در باهیا واقع شده‌است. ایویو ۱۱٬۰۱۶ نفر جمعیت دارد.